# Соборна школа Андрія Первозваного
Соборна школа Андрія Первозваного (англ. St Andrew's Cathedral School (SACS)) — незалежна від державного фінансування англіканська соборна міжнародна загальноосвітня школа, розташована в діловому центрі Сіднея — столиці Нового Південного Уельсу. SACS є школою Англіканської церкви Австралії в штаті Новий Південний Уельс і пропонує навчання для хлопчиків і дівчаток, починаючи від дитячого садочка (віком від 5 років), до випускного 12-го класу. Виховання учнів базується на принципах християнського біблійного світогляду на базі його моральних цінностей.
SACS є членом Асоціації незалежних шкіл Нового Південного Уельсу (англ. The Association of Independent Schools of NSW), яка представляє незалежну освіту, та допомагає розширювати її можливості.

## Історія
Соборна школа Андрія Первозваного заснована єпископом Сіднея, митрополитом Нового Південного Вельсу та примасом Австралії Альфредом Баррі як школа для хористів англіканського собору святого Андрія Первозваного в 1885 році для того, щоб, окрім музичної освіти, хористи могли отримати і якісну середню освіту. На момент заснування у школі навчалося 27 хлопчиків, 22 з яких були хористами. З часом школа розросталась, переїздила із будівлі в будівлю і станом на 1948 налічувала близько 100 учнів, 24 з яких були хористами.
У результаті поетапного перепланування кварталу та знесення старих будівель спеціально для школи звели двоповерховий будинок, який відкрили в березні 1965 р. У 1968 у надбудові були відкриті дві наукові лабораторії, зведені на кошти державного ґранту. 

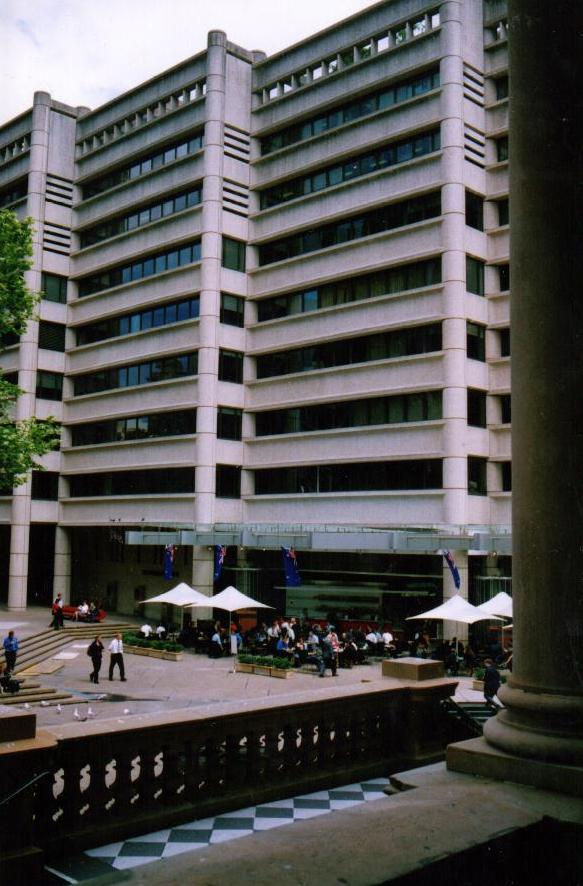
Кампус початкової і середньої школи у будівлі St Andrew's House

Нове перепланування кварталу, пов'язане із реконструкцією Сіднейської площі, загрожувало закриттю школи, через те, що новозбудовану шкільну будівлю планувалося знести, і на тому місці побудувати багатоповерхову будівлю «St Andrew's House». Розташовувати шкільні приміщення у багатоповерховій будівлі спочатку відмовлялися з міркувань безпеки учнів, і тільки після складних перемовин і прийняття компромісних проектних рішень, це було погоджено. На час будівництва учні навчалися у тимчасово наданих приміщеннях Меморіального центру Національного фонду надзвичайних ситуацій Церкви Англії. По завершенні будівництва, 13 серпня 1976 школа отримала декілька верхніх поверхів для розташування класів, наукових лабораторій і допоміжних службових приміщень із окремим входом та ліфтом, який доставляв працівників на 4—8, а учнів — на 7—8 поверхи. Учні також отримали можливість виходу на дах, де були облаштовані площадки та місця для відпочинку і дозвілля на свіжому повітрі. На той час у школі нараховувалося близько 400 учнів.
До середини 1980-х кількість учнів зросла до 600 і на початку 1984 року школа придбала земельну ділянку площею 100 акрів (40 га) у Південному нагір’ї штату Новий Південний Уельс, яку називали Кіррікі. 
Для розширення школи і створення другого кампусу було проведено низку пошукових і проектних робіт, придбання земельних ділянок під забудову, пошук компаній-компаньйонів і забудовників, в результаті яких майже поряд із першим кампусом школи було зведено комерційний дім по вулиці Друйтт, 51. На цокольному та перших трьох поверхах було відкрито новий кампус для учнів старших класів. Урочисте відкриття відділення старшої середньої школи SACS — Центру єпископа Баррі (англ. The Bishop Barry Senior Secondary Centre) відбулося у липні 1991 року за участі прем'єр-міністра Штату Новий Південний Уельс, Хона Ніка Грейнера. Згодом школа отримала і четвертий поверх. 
Діти корінних австралійців розпочали навчатися у школі, починаючи з 1965. У 2007 році у школі була відкрита школа «Ґавура» (англ. Gawura School) для дітей корінних австралійців. Школу було створено для того, щоб подолати неписемність серед корінного населення Австралії та допомогти їх дітям опанувати англійську і усунути невідповідність навчальних рівнів дітей корінних та некорінних австралійців. Спочатку Ґавура входила до Соборної школи Андрія Первозваного, і згодом, у 2011 році отримала статус незалежної школи.
Для забезпечення можливості випускникам школи продовжувати навчання у кращих навчальних закладах світу, у школі були впроваджені освітні програми міжнародного бакалаврату. 31 липня 2008 була успішно завершена процедура акредитації «Програми для здобуття диплома міжнародного бакалаврату» (англ. IB Diploma Programme) власником та розробником цієї програми — некомерційним освітнім фондом «International Baccalaureate®». Після адаптації стандартної програми загальноосвітніх шкіл Нового Південного Уельсу до «Програми середніх років міжнародного бакалаврату» (англ. Middle Years Programme), її також було акредитовано 17 грудня 2017 р.

## Опис
Школа розташовується у двох багатоповерхових будівлях центрального ділового району Сіднея. В одній, що на вул. Кент-стріт, розташовуються початкова й середня школи, де навчаються учні від дитячого садочка до 9-го року навчання (9-го класу) включно. В іншій будівлі, що поряд на вул. Друйт-стріт, навчаються учні старших 10—12-го років навчання (10—12 класів). Окрім міського кампусу школа має заміський кампус Кіррікі на 90 гектарах, що в Південному нагір'ї за 110 км на південний захід від Сіднея.
У кампусі початкової та середньої школи, що в будівлі St Andrew's House, також розташована початкова школа «Ґавура» для дітей корінних австралійців, де навчаються 13 хлопчиків і 19 дівчаток, починаючи від дитячого садочка і закінчуючи 6-м класом. На завершення 6-го року випускникам Ґавури пропонують стипендії для навчання в середній школі спільно з усіма іншими дітьми.
У кампусах школи обладнані:
- приміщення капітуляру, яке слугує як каплиця, актова зала, місце зібрань та урочистостей;
- навчальні класи;
- науково-дослідницький центр із лабораторіями;
- центр дизайну та візуальних мистецтв;
- танцювальна студія;
- театр чорна скринька[en] а також, класи сценічного мистецтва із сценами;
- музичний центр із залою для репетицій та студією звукозапису, кабінети для занять музикою з необхідним обладнанням і музичними інструментами й обладнанням;
- бібліотека;
- фітнес-центр;
- крита спортивна зала;
- відкритий майданчик для ігор і відпочинку на даху.

### Центр дизайну
Центр дизайну обладнаний двома комп’ютерними лабораторіями, із сучасними периферійними пристроями й необхідним програмним забезпеченням, де учні мають можливість вивчати предмет середньої школи «Технологія та прикладні дослідження» (англ. Technology and Applied Studies (TAS)), навчатися та отримувати знання, вміння і практичні навички із:
- проєктування та створення вебсторінок, оцифрування зображень та їх редагування, створення фільмів та анімаційних фільмів за допомогою Adobe Master Collection;
- проєктування деталей і вирізання їх, створення векторних рисунків і написів та гравіювання їх на склі, дзеркалі, пластику, деревині за допомогою програмного забезпечення, технологій і обладнання, яке працює під керуванням комп’ютерів (англ. Computer-aided manufacturing (CAM)) — SolidWorks, лазерного різака та програмного забезпечення, що керує різаком;
- проєктування виробів за допомогою CAD—технологій 3D-моделювання і програмного забезпечення SolidWorks та виготовлення їх на 3D-принтері (швидке прототипування[en]) та на устаткуванні вакуумного формування деталей із пластику;
- розроблення логотипів, візерунків, зображень та вишивання їх на тканині за допомогою CAM—технологій на швейних машинах під керуванням комп'ютерів чи друкування їх на устаткуванні для трафаретного друку;

### Спорт та відпочинок
У школі функціонує програма навчання і відпочинку школярів на відкритому повітрі, яка розпочинається на 3-му році навчання. Для цього призначена 90-гектарна територія Сент-Ендрю Кірікі у Південному нагір’ї.
Для школярів проводять спортивно-оздоровчі заходи: пішохідні походи від гори Косцюшко до Бассової протоки, катання на каное по річці Муррей, катання на гірських велосипедах у Новій Зеландії, катання на лижах та відпочинок у снігових кемпінгах.

## Навчальні програми

### Програма початкової школи
Учні дитячого садочка та початкової школи навчаються за навчальними програмами Нового Південного Уельсу, акредитованими Управлінням стандартів освіти Нового Південного Уельсу. Школа надає такий вид педагогічних послуг, як післяшкільний догляд за учнями, у разі необхідності чи за бажанням зайнятих батьків до занять (з 6:30) і після занять (з 15:10 до 18:00), а за необхідності — і протягом навчального дня (з 7:00 до 18:00). Учні початкової школи Ґавура також вивчають рідну мову, рідну культуру та звичаї свого народу.

### Програма середньої школи
Ця програма являє собою програму загальноосвітніх шкіл Нового Південного Уельсу (англ. NSW syllabuses), адаптовану до основ Програми середніх років міжнародного бакалаврату із застосуванням і поєднанням найкращого практичного досвіду обох програм. Основний принцип — інклюзивний підхід та академічна суворість вимог до усіх учнів, як талановитих і обдарованих, так і до тих, хто потребує підтримки, та до дітей із обмеженими можливостями. Разом із тим, максимально враховуються індивідуальні можливості, здатність і прагнення кожного учня до отримання знань і умінь. Учні на останньому році навчання (9 клас) за цією програмою виконують і реалізують незалежний «Особистий проект», який є результатом власної ініціативи та творчості. Проект вимагає досліджень та створення реального продукту із супровідною документацією. Прикладами цього можуть бути створення саду, вебсайту, або написання літературного чи музичного твору тощо. Цей неймовірно корисний проект дає учням можливість дослідити галузь людської діяльності, яка, можливо, не була достатньо висвітлена в шкільних дисциплінах.

### Програми старших класів
Учні старших (10—12) класів мають можливість вибору освітньої програми:
- «Higher School Certificate (HSC)» (укр. Програма для здобуття сертифіката вищої школи);
- «IB Diploma Programme» (укр. Програма для здобуття диплома міжнародного бакалаврату).

#### Програми для здобуття сертифіката вищої школи HSC
Навчальні програми для здобуття сертифіката вищої школи австралійського зразка Нового Південного Уельсу охоплюють два етапи навчання:
- ключовий етап навчання (англ. Key Learning Areas (KLAs)) охоплює процес навчання від дитячого садочка до 10-го року навчання (10-го класу) (K-10);
- етап навчання для можливості здобути свідоцтво про середню освіту вищої школи (англ. Higher School Certificate) (11-12).

Процес навчання поділяється на сім стадій:
- Рання стадія 1 (дитячий садочок);
- Стадія 1 (роки 1—2);
- Стадія 2 (роки 3—4);
- Стадія 3 (роки 5—6);
- Стадія 4 (роки 7—8);
- Стадія 5 (роки 9—10);
- Стадія 6 (роки 11—12).

Учні початкової школи, починаючи від ранньої стадії 1, до 3-ї стадії включно (від дитячого садочка до 6-го класу включно) навчаються за єдиними освітніми програмами, напр., «Англійська K-6», «Математика K-6». На стадіях 4 та 5 кожен предмет має свій власний план навчальних програм, скажімо, такий предмет середньої школи, як «Технологія та прикладні дослідження» (англ. Technology and Applied Studies (TAS)) передбачає вивчення дисциплін «Проектування та технології» (обов’язковий курс), який вивчають на стадіях 4 та 5, і вибіркові дисципліни, які вивчають на 5-й стадії — «Харчові технології» чи «Проектування та технології». Для учнів, які навчаються на 6-й стадії, існують окремі навчальні програми для різних предметів.

## Видатні та відомі учні і випускники
| Фото | Прізвище               | Опис | Країна    |
|      | Чарльз Кінгсфорд-Сміт  | Льотчик, піонер австралійської авіації, відомий тим, що першим перелетів Тихий океан                                             | Австралія |
|      | Чарльз Френсіс Ласерон | Австралійський дослідник-натураліст, фахівець із малакології (на фото справа)                                                    | Австралія |
|      | Баррі Таквелл          | Легендарний австралійський валторніст                                                                                            | Австралія |
|      | Джуліан Гамільтон      | Австралійський автор-виконавець, клавішник                                                                                       | Австралія |
|      | Ніколас Ґледхілл       | Австралійський сценічний актор, кіноактор, актор з озвучування фільмів, письменник і хореограф                                   | Австралія |
|      | Ребекка Брідс          | Австралійська модель, актриса | Австралія |
|      | Джон Антілл            | Австралійський композитор і диригент, найвідоміший за своїм балетом «Корроборі»                                                  | Австралія |
|      | Сімон Тедеші           | Австралійський піаніст | Австралія |
|      | Стюарт Скелтон         | Австралійський оперний співак, тенор                                                                                             | Австралія |
|      | Малкольм Пейдж         | Австралійський яхтсмен, олімпійський чемпіон                                                                                     | Австралія |
|      | Метт Леві              | Австралійський паралімпійський плавець, рекордсмен світу на 200 м вільним стилем, член олімпійської збірної Австралії з плавання | Австралія |